# Fley (Hagen)
Fley ist ein Ortsteil im Stadtbezirk Hagen-Nord der kreisfreien Großstadt Hagen in Nordrhein-Westfalen. Das westfälische Wort Fley bedeutet Flur.

## Geografie
Fley liegt südöstlich der Ortsteile Helfe/Kabel und nordwestlich vom Ortsteil Halden. Im Osten befindet sich begrenzt durch die Lenne das ausgedehnte Industriegebiet Lennetal durch das die Ruhr-Sieg-Strecke führt. Durch Fley fließen der Fleyer Bach und der Röhrenspringbach. Zwischen Fley und Helfe liegt das Landschaftsschutzgebiet Buschbach und zwischen Fley und Halden das Landschaftsschutzgebiet Fleyer Wald.

## Geschichte

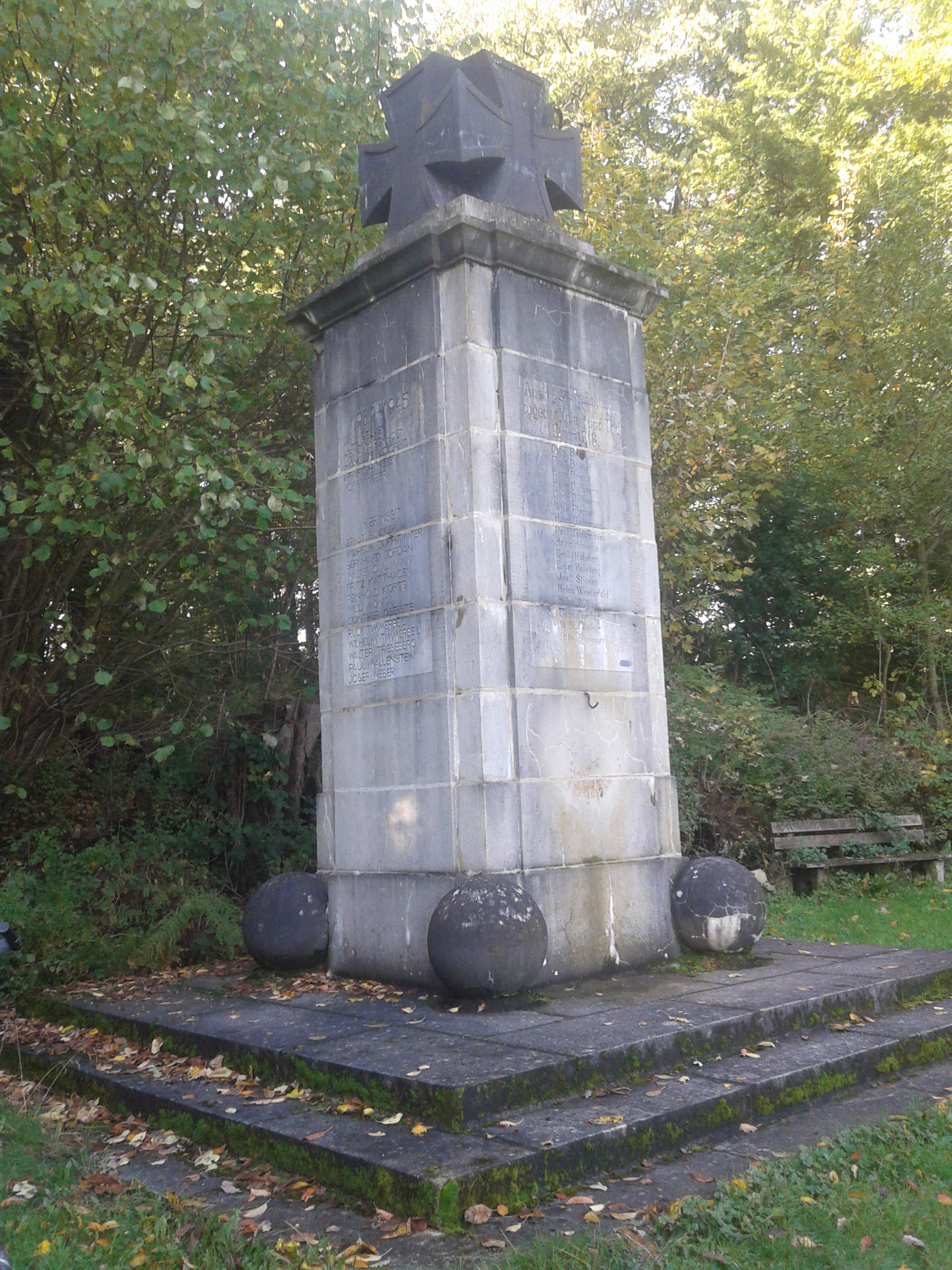
Ganz versteckt am Rande des Fleyer Waldes steht das Fleyer Kriegerdenkmal.

Fley wurde erstmals 1229 als Vlie in dem Güter- und Einkünfteregister des Frauenkonvents und späteren adligen Damenstifts Herdecke erwähnt. Das Stift besaß 5 Höfe in Fley, die Herren von Volmerstein 2½ Höfe. Der Edelherr Dietrich von Volmerstein verkaufte 1369 in Fley (Kirchspiel Herdecke) aus seinem Allodbesitz an Herman von Siborgh zum Busche (Haus Busch) einen Kotten, eine Fischerei, ein Wehr und einen halben Hof. Die Herdecker Lehnshöfe gaben an das Stift 2 Stüver 3 Pfennige Hofgeld. Ein Lehnshof, den bisher Goswin von Hattingen in Lehnsbesitz hatte, verlieh die damalige Äbtissin Margarete von Hilgendunk 1382 an die Brüder Goswin und Johann Moylik.
Der Ortsname ist als alter Gewässername zu betrachten, der mit weiteren, z. T. erheblich früher überlieferten Gewässernamen in einem engen sprachlichen Zusammenhang steht und dessen sprachliche Grundlage den Bedeutungskern „fließen“ hat. Vermutlich ging ein alter Abschnittsname der nahegelegenen Lenne auf den Ort über.
Fley war ehemals eine  eigene Bauerschaft und gehörte im Amt Wetter, Kirchspiel und Gericht Hagen zur Grafschaft Mark. Im Schatzbuch der Grafschaft Mark von 1486 werden in der Vleyer Burschop acht steuerpflichtige Hofbesitzer mit einer Abgabe zwischen zwei und sechs Goldgulden genannt. Laut Schatzzettel von 1631 hatten in der Bauerschaft 14 Bewohner zwischen 1 Orth und 5 Rtl. Steuern zu zahlen. In der Steuerliste des Gerichts Hagen von 1677 waren in der Fleyer Baurschafft 13 Steuerpflichtige verzeichnet. Im Jahr 1705 war das ganze Dorf Fley Zehntbar in die Rentei Wetter. Es gab 13 Steuerpflichtige mit einer Abgabe an die Rentei von 5 Rtl. bis 50 Rtl. (Georg Wirth). Ortsvorsteher war Diederich Kuiper. Das Dorf Fley gehörte früher zur Eppenhauser Mark und war berechtigt in der Boeler und Hohwalder Mark. Die größten Bauernhöfe in Fley waren Hof Tiemesmann, Hof Hausmann, Hof Brenken, Hockermann’s Hof, Hof Pütter und der Werthof.
Vor der Franzosenherrschaft gehörte das Dorf zum Gericht und zur Rezeptur Hagen, die einen Teil des Kreises und der Rentei Wetter bildeten. In der Franzosenzeit gehörte Fley zur Mairie Boele, aus der später die Bürgermeisterei Boele wurde. Im Jahre 1734 existierte in Fley eine Feuerspritze. Ab 1817 gehörte Fley zum Amt Boele, Kreis Hagen. Die Zählung der Gebäude und Einwohner von 1839 ergab 32 Wohnhäuser, 32 landwirtschaftliche Gebäude und 219 Einwohner. Bei der Volkszählung 1870 hatte Fley 378 Einwohner und 1919 gab es 493 Einwohner. Gemeindevorsteher war von 1903 bis 1919 der Bauer Carl Tiemesmann. Ihm folgte bis 1928 Bauer Wilhelm Hausmann und als letzter Gemeindevorsteher bis zur Eingemeindung der Bauer Friedrich Brenken. Am 1. August 1929 endete die Selbstständigkeit der Landgemeinde, die nun zusammen mit anderen Gemeinden in die Stadt Hagen eingegliedert wurde. Bei der Volkszählung von 1936 hatte Fley 824 Einwohner.
Im Jahr 1923 wurde die Freiwillige Feuerwehr Fley gegründet, deren Feuerwehrhaus Feldmarkweg am 21. September 1924 eingeweiht wurde.
Der größte Industriebetrieb in Fley ist seit 1962 das Kaltwalzwerk C.D. Wälzholz in der Feldmühlenstraße. Ein 1829 in Hohenlimburg gegründetes Familienunternehmen. Im Mai 1975 wurde die Kläranlage Hagen-Fley des Ruhrverbandes in Betrieb genommen. Das 1910 in Hohenlimburg gegründete Kaltwalzwerk Theis verlagerte 1976 ihren Betrieb nach Fley (2017 von Waelzholz übernommen).
Das Neubaugebiet Fley-Erlhagen wurde im Jahr 2004 mit 130 Wohneinheiten erschlossen.
Westlich vom Ortsteil befindet sich vor dem Waldfriedhof Loxbaum die „Sportanlage Hoheleye“ des TSV Hagen 1860 e. V. mit Sportplatz, Gymnastikhalle, Tennishalle und Tennisplätzen.
Am 31. Dezember 2018 lebten 6629 Einwohner im Wohnbezirk Fley/Helfe, in Helfe mit dem überwiegend größeren Anteil.